# Wahlenbergia rubens
Wahlenbergia rubens là loài thực vật có hoa trong họ Hoa chuông. Loài này được (H.Buek) Lammers miêu tả khoa học đầu tiên năm 1995.